# Samantha Jade
Samantha Jade Gibbs (Perth, Australia Occidental, 18 de abril de 1987) es una cantante, actriz y compositora australiana. Posteriormente firmó un contrato con Sony Music Australia y lanzó el sencillo de su ganador "What You've Done to Me", que debutó en el número uno en el ARIA Singles Chart de 2012.

## Biografía
Samantha es hija de Kevin Gibbs y Jacqueline "Jacqui" Deans-Gibbs, tiene dos hermanos menores Alex y Thomas "TJ" Gibbs. Lamentablemente el 8 de junio del 2014 su madre murió luego de perder su batalla en contra del cáncer.
Asistió al "Good Shepherd Catholic Primary School" y al "Hampton Senior High School".

## Carrera
Jade comenzó a modelar a la edad de cuatro años y a los nueve ganó un concurso de talentos después de cantar "Amazing Grace".
En el 2014  se unió al elenco de la miniserie Never Tear Us Apart: The Untold Story of INXS donde dio vida a la cantante australiana Kylie Minogue.
En el 2015 Jade se convirtió en la nueva cara nacional del tintineo "Cheap Cheap" de Woolworths.
El 3 de marzo de 2016 apareció como personaje invitado en varios episodios de la popular serie australiana Home and Away donde dio vida a Isla Schultz, una joven que llega a la bahía e inmediatamente mete en problemas a Kyle Braxton, hasta el 21 de abril de 2016. Ese mismo año se anunció que Samantha aparecería en el segundo especial de la serie titulado "Home and Away: Revenge" el cual será estrenado el 19 de diciembre de 2016. Así como en el tercer especial titulado "Home and Away: All or Nothing", el cual será estrenado el 26 de enero de 2017.
En el 2016 se anunció que Gyton se había unido al elenco de la miniserie House of Bond donde dará vida a Tracey Tyler, una de las mujeres con las que el magnate australiano Alan Bond (Ben Mingay) mantenía una aventura.

## Filmografía

### Series de televisión
| Año  | Título                                        | Personaje     | Notas                   |
| ---- | --------------------------------------------- | ------------- | ----------------------- |
| 2017 | House of Bond                                 | Tracey Tyler  | 2 episodios - miniserie |
| 2016 | Home and Away                                 | Isla Schultz  | 10 episodios            |
| 2014 | Never Tear Us Apart: The Untold Story of INXS | Kylie Minogue | 2 episodios - miniserie |

### Películas
| Año  | Título                        | Personaje    | Notas                                                                                              |
| ---- | ----------------------------- | ------------ | -------------------------------------------------------------------------------------------------- |
| 2017 | Home and Away: All or Nothing | Isla Schultz | junto a Nicholas Westaway, Dan Ewing, Diarmid Heidenreich, Kyle Pryor, George Mason y Lisa Gormley |
| 2010 | Beneath the Blue              | Kita         | junto a Caitlin Wachs, David Keith, Paul Wesley, Ivana Milicevic y Leah Eneas                      |

### Apariciones
| Año  | Programa               | Notas                                 |
| ---- | ---------------------- | ------------------------------------- |
| 2015 | Dancing with the Stars | episodio "2015 Premiere" - invitada   |
| 2014 | The Laundry            | invitada                              |
| 2012 | The X Factor           | 18 episodios - concursante - ganadora |

## Música

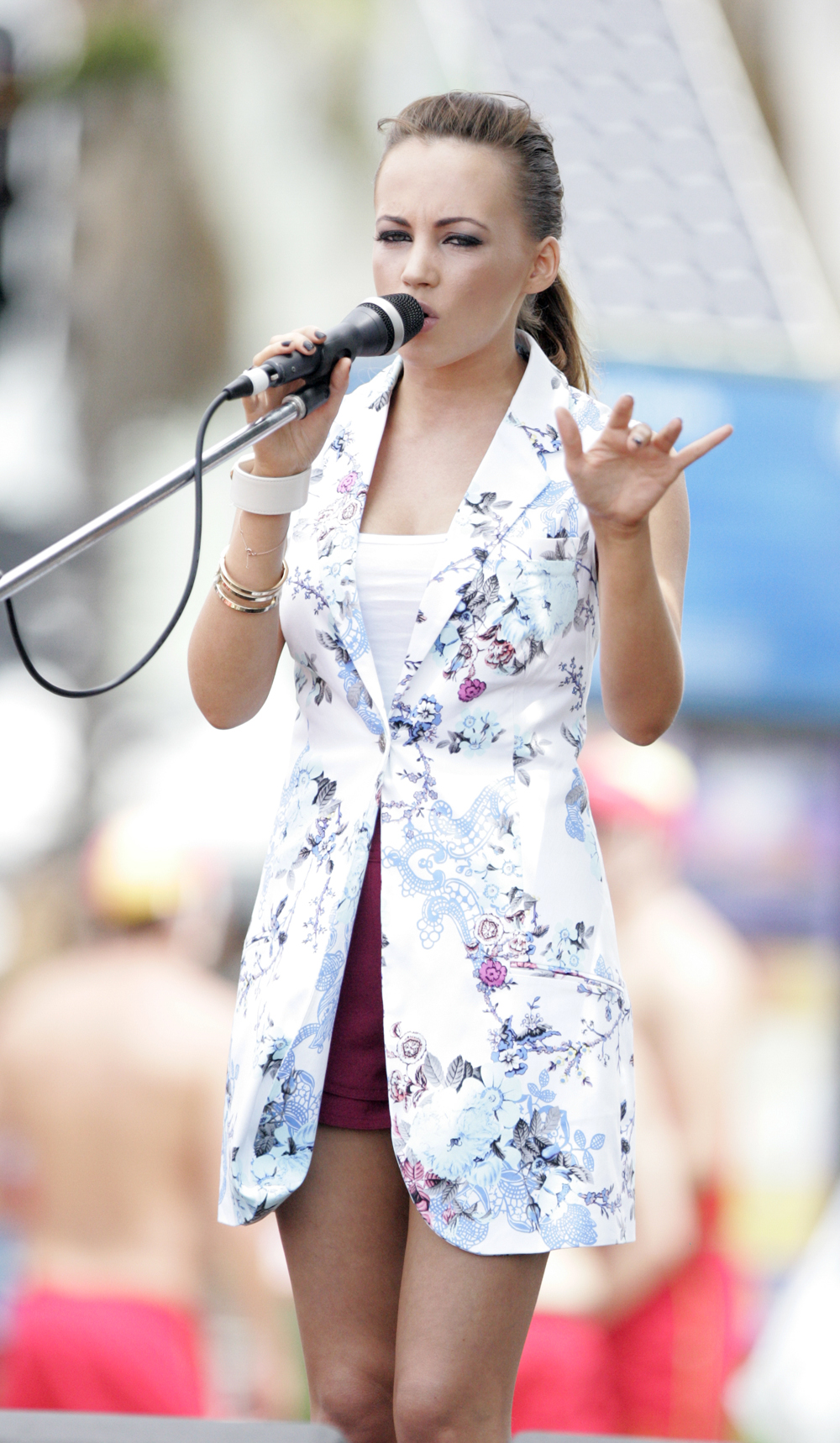
Samantha interpretando en Bondi Beach.

El 24 de enero del 2014 Jade lanzó una versión de "I Am Australian" con Dami Im, Jessica Mauboy, Justice Crew, Nathaniel Willemse y Taylor Henderson, que coincidió con las celebraciones del Día de Australia. La canción alcanzó el puesto número 51 en el ARIA Singles Chart.
El 11 de abril del 2014 Jade lanzó un tercer sencillo de su segundo álbum titulado "Up!", la cual alcanzó el número 18 y más tarde un certificado de Oro por la venta de 35,000 copias.
El 3 de septiembre del 2014 Jade interpretó en Los Ángeles como parte del "Nova FM's Red Room Global Tour". 
El siguiente sencillo de Jade titulado "Sweet Talk" fue lanzado el 21 de noviembre del 2014, con su segundo álbum programado para su estreno en el 2015.
En febrero del 2015 Jade fue el actor de apoyo del concierto de One Direction de su tour "On the Road Again Tour" en Australia.
El 5 de junio del mismo año Jade anunció en su cuenta de Instagram su nuevo sencillo "Shake That", en donde participa el famoso rapero Pitbull.
El título y segundo álbum de estudio de Jade fue revelado el 6 de octubre del 2015. El álbum "Nine", tiene previsto su lanzamiento en la fecha en la que se finalice y será precedido por su tercer single Always, el cual fue programado originalmente para estrenarse el 6 de noviembre del 2015, sin embargo desde entonces ha sido pospuesto a una fecha que todavía no ha sido determinada.

### Giras en concierto

#### Principal
- "The X Factor Live Tour" (2013).[13]

#### Apoyo
- "One Direction's On the Road Again Tour: Australian leg" (2015).[14]
- "Nova's Red Room Global Tour" (2014).[15]

### Discografía
- Nine (2015).[16]
- Samantha Jade (2012).

## Premios y nominaciones

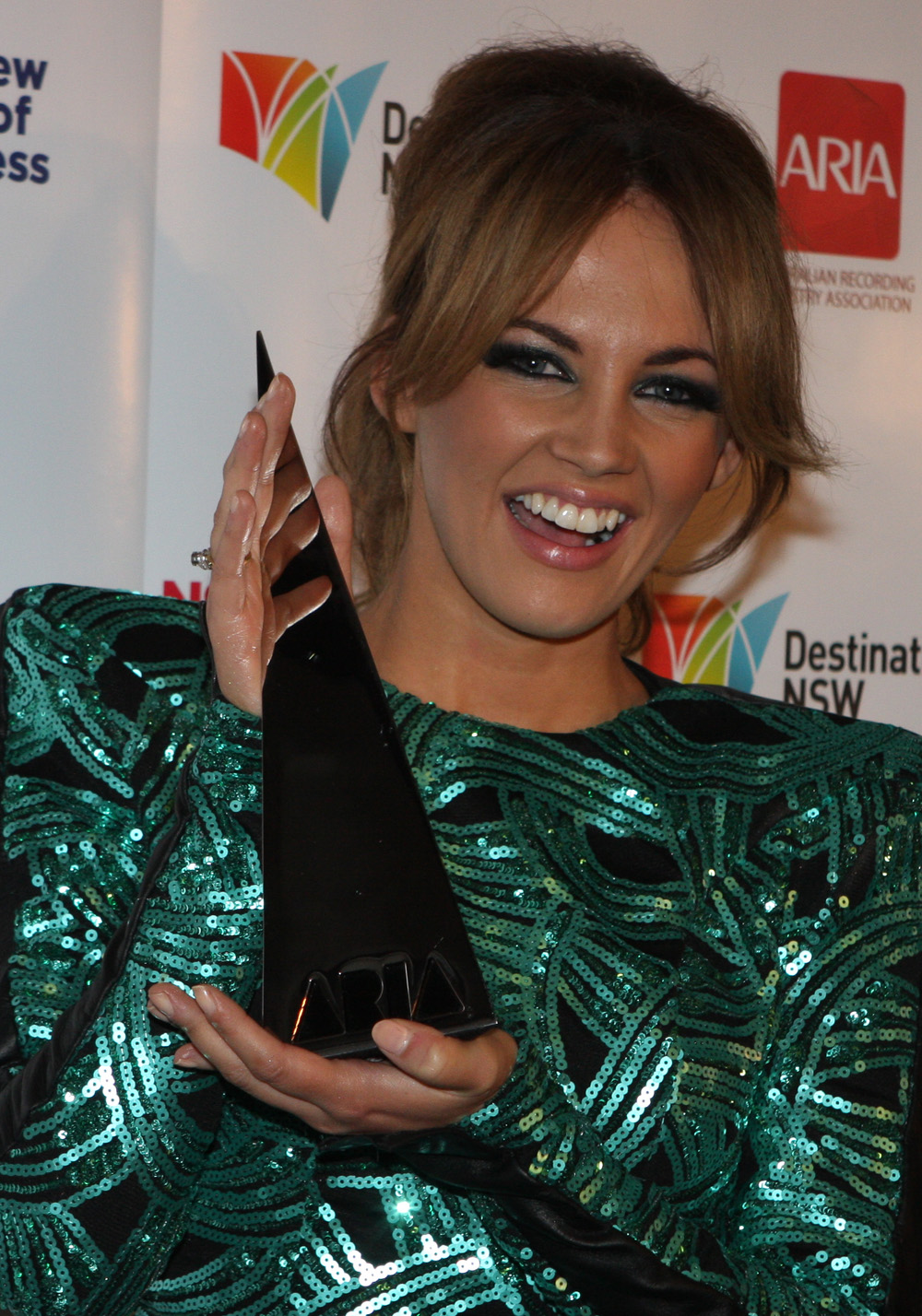
Samantha durante la entrega de premios ARIA Awards en el 2013 en Sídney, Australia.

| Año  | Categoría                            | Premio                                   | Música / Serie                    | Resultado |
| ---- | ------------------------------------ | ---------------------------------------- | --------------------------------- | --------- |
| 2015 | Most Popular New Talent              | Logie Award                              | Never Tear Us Apart               | Nominada  |
| 2014 | Best Pop Act                         | WA Music Award                           | -                                 | Nominada  |
| 2014 | [V] Oz Artist of the Year            | Channel [V] Award                        | -                                 | Nominada  |
| 2014 | Singer                               | Cosmopolitan Fun, Fearless, Female Award | -                                 | Nominada  |
| 2014 | World's Best Video                   | World Music Award                        | Canción: Firestarter              | Nominada  |
| 2014 | World's Best Song                    | World Music Award                        | Canción: Firestarter              | Nominada  |
| 2014 | World's Best Entertainer of the Year | World Music Award                        | Single: Firestarter               | Nominada  |
| 2014 | World's Best Live Act                | World Music Award                        | Single: Firestarter               | Nominada  |
| 2014 | World's Best Female Artist           | World Music Award                        | Single: Firestarter               | Nominada  |
| 2014 | Aussies' Fave Homegrown Talent       | Nickelodeon Kids' Choice Award           | -                                 | Nominada  |
| 2013 | Favourite Single of 2013             | Poprepublic.tv Award                     | Single: Firestarter               | Nominada  |
| 2013 | Favourite Australian Female Artist   | Poprepublic.tv Award                     | -                                 | Nominada  |
| 2013 | [V] Oz Artist of the Year            | Channel [V] Award                        | -                                 | Nominada  |
| 2013 | Best Video                           | ARIA Music Award                         | Video: Firestarter                | Ganó      |
| 2013 | Song of the Year                     | ARIA Music Award                         | Canción: What You've Done to Me"  | Nominada  |
| 2013 | Singer                               | Cosmopolitan Fun, Fearless, Female Award | -                                 | Nominada  |
| 2012 | Favourite Australian Female Artist   | Poprepublic.tv IT List Award             | -                                 | Ganó      |
| 2012 | Favourite Album of 2012              | Poprepublic.tv IT List Award             | Album: Samantha Jade              | Nominada  |
| 2012 | Favourite Single of 2012             | Poprepublic.tv IT List Award             | Canción: "What You've Done to Me" | Nominada  |